# Microdipoena lisu
Espèce
Microdipoena lisu est une espèce d'araignées aranéomorphes de la famille des Mysmenidae.

## Distribution
Cette espèce est endémique du Yunnan en Chine,. Elle se rencontre dans le xian de Gongshan.

## Description
La femelle holotype mesure 1,16 mm.

## Systématique et taxinomie
Cette espèce a été décrite par Zhang et Lin en 2023.

## Étymologie
Cette espèce est nommée en l'honneur des Lisu.

## Publication originale
- Zhang & Lin, 2023 : « Phylogenetic placement of eight poorly known spiders of Microdipoena (Araneae, Mysmenidae), with descriptions of five new species. » ZooKeys, vol. 1175, p. 333-373 (texte intégral).